# Ясур
Ясур (Yasur) е стратовулкан, разположен на остров Тана в Тихи океан (архипелаг Нови Хебриди, територията на Република Вануату). Височината на конуса му е 361 m, на ширина достига 5 km, а на дълбочина - 100 m. Отличава се със своята почти постоянна активност, причинена от движението на Индо-австралийската тектонска плоча, като активността е най-висока в периода от февруари до април.

## Вулканична дейност
Първите писмени сведения за вулканичната активност на Ясур са получени от записките на капитан Джеймс Кук. През 1774 г. той плава в района на архипелага (на който сам дава името Нови Хебриди) и описва в корабния дневник как целият остров Тана е обгърнат от облак вулканична пепел.
Както установяват съвременните геолози, вулканичната активност тук продължава повече от 800 години, предизвиквайки немалко неудобства на жителите на архипелага. От време на време Ясур напомня на няколкостотинте островитяни, населяващи неговия склон, за своя непредвидим нрав.
В началото и средата на 1996 г. от купола на вулкана, разположен вътре в древния кратер Енкахе, извират фонтани от лава с непредсказуема траектория. Направените акустични и оптични измервания показват начална скорост около 150 m/s.
През май 1999 г. след почти едногодишно мълчание, той отново се пробужда, изхвърляйки големи каменни блокове на разстояние 600 m от края на кратера. През юни в продължение на няколко денонощия Ясур бълва пепел, покривайки земята в радиус 2 km с повече от 3 mm слой. До месец юли изхвърлената пепел достига до края на северните части на острова. Познавайки дейността на вулкана, учените предположили, че активността на Ясур няма да спадне в близките месеци и действително, вулканът се успокоил чак през втората половина на годината.
На два километра от върха на планина Ясур работи постоянна телеметрична сеизмична станция. Нейната цел е да предвиди моментите на повишена вулканична активност, чрез регистрирането на предхождащите ги подземни трусове.

## Значение
За местните жители на остров Тана Ясур е табу. В техните религиозни вярвания вулканът е мястото, където душите на хората остават в капан след смъртта.
Планината Ясур е свещено място и за карго култа на Джон Флум. Култът почита Джон Флум като божествен пратеник, който ще вземе богатството от американците и ще го предостави на островитяните. Флум обещал настъпването на нова ера, в която всички белокожи, включително и мисионери, завинаги ще напуснат Нови Хебриди, а коренното меланезийско население ще получи материалните блага, на които дотогава се е наслаждавала бялата раса.

## Експедиции
Вулканът Ясур е важна дестинация за туристическата индустрия на остров Тана. Прозвището си „най-дружелюбен“ получава поради факта, че е най-леснодостъпният вулкан на планетата. Кипенето на лавата и фойерверките от искри могат да се наблюдават от голяма близост без риск за живота на наблюдаващия. На територията на Вануату има около 80 вулкана, но Ясур се отличава с това, че е най-младият и най-активният сред тях.